# 사이모에 토너먼트
사이모에 토너먼트(最萌トーナメント 사이모에 토나멘토[*])는 일본의 익명 인터넷 게시판 커뮤니티인 2채널을 중심으로 행해지는 토너먼트 형식의 만화·애니메이션 캐릭터 인기투표 이벤트의 총칭이다. 사이모에(最萌)라는 약칭이 있지만 꼭 그렇게 지칭되지만은 않으며, 대한민국에서는 '사모토'로 지칭되기도 한다. 2001년 개최된 leaf/key판 사이모에 토너먼트(葉鍵板最萌トーナメント 하카기이타 사이모에 토나멘토[*])가 그 기원이다. 그러나, 대한민국에서는 2002년 시작된 애니메이션 캐릭터 대상 토너먼트인 아니메 사이모에 토너먼트(アニメ最萌トーナメント 아니메 사이모에 토나멘토[*])와 사실상 동의어로 쓰이는 경우가 많다.

## 규칙
다음은 토너먼트의 기본적인 규칙이며, 세부적인 것은 각 대회마다 다르다.
- 기본적으로 모든 경기는 1:1 인기투표로 진행되며, 득표수가 많은 쪽이 진출한다.
- 참가자가 많을 경우에는 예선을 거치기도 하는데, 선수마다 이길 수 있는 시합수가 달라지는 시드제는 시행하지 않는다. 토너먼트와 동일하게 인기투표형식으로 행해지는 경우가 많지만 세부적 시스템은 매 대회마다 조금씩 다르다.
- 각 경기는 한 사람 당 한 표만을 행사할 수 있으며, 정해진 스레드에 후보의 이름을 << 과 >>로 감싼 것을 포함한 레스를 올려야 한다. 레스에 붙은 ID(호스트명으로 자동 산출되는 2채널식 ID)로 투표자를 구별한다.
- 보통 선거 방식으로, 투표자의 자격에 제한은 없다. 단, Leaf,key 게시판과 같이 열람 자체에 연령제한이 붙는 경우가 있으므로, 실질적 연령제한이 있는 경우도 존재한다. (그러나 PINK채널 입장시 연령을 정확히 확인하거나 인증하는 것은 아니기 때문에, 강제력을 가지는 연령제한은 없다고도 한다.)
- 경기 시간(투표 진행시간)은 22시간 1분이며, 하루 중 1:00:00부터 23:00:59 사이에 들어온 표가 유효하다. ID는 날짜별로 바뀌기 때문에 같은 날 안에 1경기를 끝낼 필요가 있다.
- 동일한 득표수로 비겼을 경우엔 양쪽 다 승리로 인정하고, 동반진출하여 다음 라운드는 옆에서 올라온 캐릭터와 같이 3명으로 진행한다. 단 0표 대 0표로 비겼을 경우는 양쪽 다 패배로 처리한다. 결승에서 비겼을 경우는 그러한 상황이 발생했을 경우에 생각하기로 되어있다. ('제 1회 주간 소년점프 여성캐릭터 사이모에'에서는 공동우승 처리되었다.)
- 토너먼트에 따라 '코드'를 사용하는 경우가 있다. 2채널의 특성상 프록시 등을 사용하면 간단히 ID를 변경해 다중투표를 할 수 있기 때문에, 프록시 체크 기능 등이 강화된 외부 CGI 페이지에서 문자열을 발급받아 투표문에 첨부하여야 유효표로 인정하는 제도이다.

### 선거운동
- 경기 시간 내 '선거운동(지원)'이 인정된다. 투표용 레스에 후보명 외의 글을 더 적어도 무방하며, 투표가 아닌 레스를 달아 응원해도 상관 없다. 텍스트나 아스키 아트, 이미지나 동영상 등의 URL을 글에 포함시켜 후보자를 응원할 수 있다. (최근 오해하는 사례가 늘고 있는데, 사이모에 토너먼트에서는 투표하기 위한 레스 역시 쇼트 스토리나 아스키 아트 등으로 응원문으로서 활용할 수 있다.)
- 선거활동은 초기엔 투표 스레드에서 행해졌지만 최근 들어 지원 전용 스레드를 개설하는 경우가 늘고 있다. 후보자의 선거사무소 스레드가 세워졌을 경우, 그곳이 선거활동의 거점이 된다.
- 대전 상대에 대한 악의적인 레스 등은 금지된다.

## 아니메 사이모에 토너먼트 역대 우승자 및 준우승자
| 연도                                 | 우승                                     | 준우승                                         |
| ------------------------------------ | ---------------------------------------- | ---------------------------------------------- |
| 애니판                               | 키노모토 사쿠라 (카드캡터 사쿠라)        | 카스가 아유무 (오사카) (아즈망가 대왕)         |
| 2003                                 | 하라다 리쿠 (D.N.ANGEL)                  | 하라 모토코 (건퍼레이드 마치)                  |
| 2004                                 | 로즈마리 애플필드 (내일의 나쟈)          | 나쟈 애플필드 (내일의 나쟈)                    |
| 2005                                 | 타카마치 나노하 (마법소녀 리리컬 나노하) | 소우세이세키 (로젠 메이든)                     |
| 2006                                 | 스이세이세키 (로젠 메이든 트로이멘트)    | 페이트 테스타로사 (마법소녀 리리컬 나노하 A's) |
| 2006 우라                            | 레인 (신비한 별의 쌍둥이 공주 Gyu)       | 아사히나 미쿠루 (스즈미야 하루히의 우울)       |
| 2007                                 | 후루데 리카 (쓰르라미 울 적에)           | 산젠인 나기 (하야테처럼!)                      |
| 2008                                 | 히이라기 카가미 (러키☆스타)              | 히이라기 츠카사 (러키☆스타)                    |
| 2009                                 | 아이사카 타이가 (토라도라!)              | 히라사와 유이(케이온!)                         |
| 2010                                 | 나카노 아즈사 (케이온!)                  | 산젠인 나기 (하야테처럼!)                      |
| 2011 보관됨 2011-11-05 - 웨이백 머신 | 토모에 마미 (마법소녀 마도카☆마기카)     | 사쿠라 쿄코 (마법소녀 마도카☆마기카)           |
| 2012                                 | 온죠지 토키 (사키 아치카편)              | 마츠미 쿠로 (사키 아치카편)                    |
| 2013                                 | 카나메 마도카 (마법소녀 마도카☆마기카)   | 미키 사야카 (마법소녀 마도카☆마기카)           |

## 같이 보기
- 최고모에토너먼트 - 사이모에 토너먼트에서 유래한 대한민국의 유사 대회.
- 국제사이모에리그 - 사이모에 토너먼트에서 유래한 영어권의 유사 대회.
- 2채널